# Gynoplistia hotooworry
Gynoplistia hotooworry är en tvåvingeart som beskrevs av Günther Theischinger 1993. Gynoplistia hotooworry ingår i släktet Gynoplistia och familjen småharkrankar. Inga underarter finns listade i Catalogue of Life.